# Доходный дом Тер-Абрамиана
Доходный дом Тер-Абрамиана — старинный дом в Ростове-на-Дону. Здание относится к памятникам истории и культуры регионального значения, находящимся на учёте в Администрации Ростовской области на 1 января 2009 года.
Адрес: Ростов-на-Дону, Большая Садовая улица, 51, литер Б. По тому же адресу находится примыкающее справа здание бывшего кинотеатра «Победа», построенное в начале XX века.

## История
В последней четверти XIX века ростовский предприниматель Тер-Абрамиан владел в городе несколькими домами, держал книжный магазин, занимался издательской деятельностью. До середины 1880-х годов его типография и редакция размещались в арендуемых помещениях. Для расширения издательской деятельности ему требовался собственный дом с помещениями для типографии и редакции.
К этому времени улица Большая Садовая в городе Ростов-на-Дону стала главной улицей города. В 1886 году на ней, между переулками Семашко и Газетным, был построен новый трёхэтажный кирпичный дом книгоиздателя Ивана Абрамовича Тер-Абрамиана. Дом Тер-Абрамиана был вторым многоэтажным зданием Большой Садовой улицы. Дом имел два купола и располагался вблизи пятиэтажного здания, которое было построено по проекту московского архитектора, выпускника Санкт-Петербургской академии художеств А. Н. Померанцева (сейчас первый этаж здания занимает «Ростовэнерго»).
Построенный на средства Тер-Абрамиана дом имеет нарядный фасад. В его центре сделан парадный вход, над входом — на втором и третьем этажах устроены декорированные пилястровые порталы. Верхний этаж завершался выгнутым фронтоном. На фронтоне красуется дата строительства «1886». Фасад здания оформлен с применением кирпичного декора. «Изящный стиль» здания подчеркнут изогнутыми аттиками, центральным фронтоном пилястрового портала, двойными сандриками, картушами, пилястрами с филёнками, вазонами и другими архитектурными деталями. Три балкона с выгнутыми сетчатыми ограждениями и конусообразными завершениями куполов дополняли облик дома.
Доходный дом был построен по проекту выпускника Санкт-Петербургского института гражданских инженеров Николая Матвеевича Соколова, который в 1886 году работал техником при городской управе, а с 1887 года был главным архитектором города. В построенном доме воплотилась творческая манера архитектора, сочетающего нарядный фасад с выразительным силуэтным завершением здания.
После окончания строительства помещения в доме сдавались в аренду. На первом этаже были магазины и фотоателье «Фотография Исаковича». В 1910-е годы здесь было фотоателье Г. А. Шифрина и фотографа Б. П. Мищенко. Долгие годы в доме работал писчебумажный магазин И. Панченко. На втором и на третьем этажах здания работала школа кройки и шитья Е. И. Ремизовой и другие конторы. В 1918 году в здании размещалась редакция газеты «Вечернее время».
В здании работала и типография Тер-Абрамиана. В типографии были помещения на первом этаже с отдельным входом. Типография выпускала книги, календари, газеты и др. С момента постройки дома в нём работала и редакция газеты «Донская пчела».
Иван Абрамович Тер-Абрамиан скончался в 1899 году. Здание и типография отошли его сыну Араму Ивановичу, который продолжил и приумножил дело отца. В 1910 году в типографии на 6 печатных машинах и 15 станках работало около 50 человек. Печатные машины были электрическими. А. И. Тер-Абрамиан скончался в 1919 году, после его смерти типография закрылась.
В 1920-х годах здание было национализировано. Дом был заселён жильцами по коммунальным квартирам. На первом этаже по-прежнему работали магазины.
В годы Великой Отечественной войны пострадали купола здания, но здание выстояло. После войны дом восстановили, но уже без куполов, фасад побелили. В настоящее время здание заселено, на первом этаже расположен магазин одежды Эль Марше.